# فرنسيس دود
فرنسيس دود (بالإنجليزية: Francis Dodd)‏ هو عسكري أمريكي، ولد في 5 أكتوبر 1899 في إنديانا في الولايات المتحدة، وتوفي في 5 مارس 1973.